# Karl Lucius
Karl Lucius (Zittau, 5. kolovoza 1858. – Dresden, 19. studenog 1927.) je bio njemački general i vojni zapovjednik. Tijekom Prvog svjetskog rata zapovijedao je 123. pješačkom divizijom i XIX. korpusom na Zapadnom i Istočnom bojištu.

## Vojna karijera
Karl Lucius je rođen 5. kolovoza 1858. u Zittauu. Srednju školu pohađa u Leipzigu, nakon čega stupa u sasku vojsku. Služi u 5. kraljevskoj saskoj pješačkoj pukovniji "Kronprinz" u Chemnitzu tijekom koje službe pohađa i Prusku vojnu akademiju. U travnju 1887. unaprijeđen je u čin poručnika, nakon čega od 1892. služi u stožeru XII. korpusa u Dresdenu. Iduće, 1893. godine u ožujku, promaknut je u čin satnika, da bi 1896. bio upućen na službu u Glavni stožer u Berlinu gdje se nalazi iduće tri godine. Godine 1899. postaje zapovjednikom satnije u 11. kraljevskoj saskoj pješačkoj pukovniji, da bi iduće 1900. godine bio imenovan inspektorom u Kraljevskim saskim željeznicama.
U travnju 1901. unaprijeđen je u čin bojnika, nakon čega je u rujnu 1903. imenovan načelnikom središnjeg odjela saskog Glavnog stožera. Iduće, 1904. godine, imenovan je načelnikom odjela geografskog odjela u saskom Glavnom stožeru, nakon čega 1906. postaje zapovjednikom bojne u 8. kraljevskoj saskoj pješačkoj pukovniji "Prinz Johann Georg" u Leipzigu. U rujnu 1906. promaknut je u čin potpukovnika, dok čin pukovnika dostiže u ožujku 1910. godine. U travnju 1910. imenovan je zapovjednikom 14. kraljevske saske pješačke pukovnije tijekom koje službe je u lipnju 1913. promaknut u čin general bojnika. Predmetnom pukovnijom zapovijeda tri godine, do listopada 1913., kada postaje zapovjednikom 45. pješačke brigade smještene u Dresdenu kojom zapovijeda i na početku Prvog svjetskog rata.

## Prvi svjetski rat
Na početku Prvog svjetskog rata 45. pješačka brigada kojom je zapovijedao Lucius nalazila se na Zapadnom bojištu u sastavu 23. pješačke divizije. Tijekom 1914. Lucius zapovijedajući 45. pješakom brigadom sudjeluje u Bitci kod Dinanta, Prvoj bitci na Marni i Prvoj bitci na Aisnei. U ožujku 1915. imenovan je zapovjednikom novoformirane 123. pješačke divizije. S navedenom divizijom tijekom 1915. sudjeluje u Bitci kod Loosa, da bi u ljeto 1916. divizija sudjelovala u Bitci na Sommi u kojoj je pretrpjela velike gubitke.
Krajem srpnja i početkom kolovoza 1916. Lucius je sa 123. pješačkom divizijom premješten na sjeverni dio Istočnog bojišta gdje se nalazi sve do studenog 1917. kada je divizija ponovno vraćena na Zapadno bojište na položaje kod Verduna. Lucius je u međuvremenu, u svibnju 1917. promaknut u čin general poručnika. Tijekom srpnja 1918. sudjeluje u Drugoj bitci na Marni, nakon čega je u kolovozu imenovan zapovjednikom XIX. korpusa zamijenivši na tom mjestu Adolpha von Carlowitza. Navedenim korpusom zapovijeda sve do kraja rata.

## Poslije rata
Nakon završetka rata Lucius je zapovijedao XIX. korpusom sve do siječnja 1919. kada ga je na tom mjestu zamijenio Max Leuthold. Umirovio se, te mirno živio u Dresdenu. Preminuo je 19. studenog 1927. godine u 70. godini života u Dresdenu. Od rujna 1887. je bio oženjen s Christom Portius s kojom je imao četiri sina i jednu kćer. 

## Vanjske poveznice
(eng.) Karl Lucius na stranici Prussianmachine.com

(njem.) Karl Lucius na stranici Stadtwikidd.de

(njem.) Karl Lucius na stranici Deutsche-kriegsgeschichte.de